# مردگان متحرک (فصل ۶)
پخش فصل ششم سریال مردگان متحرک محصول شبکه ای‌ام‌سی از ۱۱ اکتبر ۲۰۱۵ آغاز شد. این فصل ۱۶ قسمتی طبق روال در دو بخش هشت قسمتی پخش می‌شود؛ بخش دوم آن از فوریه ۲۰۱۶ شروع شد.

## بازیگران اصلی
- اندرو لینکلن در نقش ریک گرایمز
- چندلر ریگز در نقش کارل گرایمز
- نورمن ریداس در نقش دریل دیکسون
- استیون ین در نقش گلن ری
- ملیسا مک براید در نقش کارول پلیتر
- لورن کوهن در نقش مگی گرین
- دانای گوریرا در نقش میشون
- لنی جیمز در نقش مورگان جونز
- سنیکا مارتین-گرین در نقش ساشا
- لارنس گیلیارد جونیور در نقش باب استوکی
- آلانا مسترسون در نقش تارا کامبلر
- مایکل کادلیتز در نقش آبراهام فورد
- جاش مک درمیت در نقش یوجین پورتر
- کریستین سراتوس در نقش رزیتا اسپینوزا
- سث گیلیام در نقش گابریل استوکس

## داستان
از زمانی که ریک رهبری الکساندریا را به عهده گرفته اوضاع بهتر شده‌است. ریک الکساندریا را از یک خطر بزرگ مردگان متحرک نجات می‌دهد اما کم‌کم با مشکل آذوقه مواجه می‌شوند. آنها گروهی با نام هیلتاپ را پیدا می‌کنند و با آن‌ها قراردادی می‌بندند که در عوض نابود کردن گروهی با رهبری فردی به نام نیگان آذوقه آن‌ها را تأمین کنند. گروه ریک با موفقیت پایگاه نیگان را نابود می‌کنند اما ریک نمی‌داند که پایگاه‌های بیشتری از نیگان وجود دارد. نیگان ریک و گروهش را محاصره می‌کند و در قسمت آخر فصل شش فردی نامعلوم به طرز فجیعی به دست نیگان کشته می‌شود.

## قسمت‌ها
| شم. کلی | شم. در فصل | عنوان                    | کارگردان              | نویسنده                           | تاریخ انتشار اصلی | ایالات متحده تعداد بیننده (میلیون) |
| ------- | ---------- | ------------------------ | --------------------- | --------------------------------- | ----------------- | ---------------------------------- |
| ۶۸      | ۱          | «باز هم اولین بار»       | گریگوری نیکوترو       | اسکات ام. گیمپل & متیو نگرت       | ۱۱ اکتبر ۲۰۱۵     | ۱۴٫۶۳                              |
| ۶۹      | ۲          | «جِی‌اِس‌اِس»                 | جنیفر لینچ            | Seth Hoffman                      | ۱۸ اکتبر ۲۰۱۵     | ۱۲٫۱۸                              |
| ۷۰      | ۳          | «ممنونم»                 | مایکل اسلوویس         | Angela Kang                       | ۲۵ اکتبر ۲۰۱۵     | ۱۳٫۱۴                              |
| ۷۱      | ۴          | «اینجا دیگر همان‌جا نیست» | Stephen Williams      | Scott M. Gimple                   | ۱ نوامبر ۲۰۱۵     | ۱۳/۳۴                              |
| ۷۲      | ۵          | «حالا»                   | Avi Youabian          | Corey Reed                        | ۸ نوامبر ۲۰۱۵     | ۱۲/۴۴                              |
| ۷۳      | ۶          | «همیشه پاسخگو»           | Jeffrey F. January    | Heather Bellson                   | ۱۵ نوامبر ۲۰۱۵    | ۱۲/۸۷                              |
| ۷۴      | ۷          | «سَرها بالا»              | David Boyd            | Channing Powell                   | ۲۲ نوامبر ۲۰۱۵    | ۱۳/۲۲                              |
| ۷۵      | ۸          | «آغاز تا پایان»          | Michael E. Satrazemis | Matthew Negrete                   | ۲۹ نوامبر ۲۰۱۵    | ۱۳/۹۸                              |
| ۷۶      | ۹          | «هیچ راه خروجی نیست»     | Greg Nicotero         | Seth Hoffman                      | ۱۴ فوریه ۲۰۱۶     | 13.74                              |
| ۷۷      | ۱۰         | «دنیای بعدی»             | Kari Skogland         | Angela Kang & Corey Reed          | ۲۱ فوریه ۲۰۱۶     | 13.48                              |
| ۷۸      | ۱۱         | «گره‌ها باز شده»          | Michael E. Satrazemis | Matthew Negrete & Channing Powell | ۲۸ فوریه ۲۰۱۶     | 12.79                              |
| ۷۹      | ۱۲         | «هنوز فردا نشده»         | گریگوری نیکوترو       | اعلان‌نشده                         | ۶ مارس ۲۰۱۶       | 12.82                              |
| ۸۰      | ۱۳         | «وضعیت مشابه»            | Billy Gierhart        | اعلان‌نشده                         | ۱۳ مارس ۲۰۱۶      | ۱۲/۵۳                              |
| ۸۱      | ۱۴         | «دو برابر دورتر»         | الریک رایلی           | اعلان‌نشده                         | ۲۰ مارس ۲۰۱۶      | ۱۲٫۶۹                              |
| ۸۲      | ۱۵         | «شرق»                    | مایکل ای ساتراسمیس    | اعلان‌نشده                         | ۲۷ مارس ۲۰۱۶      | ۱۲٫۳۸                              |
| ۸۳      | ۱۶         | «آخرین روز روی زمین»     | گریگوری نیکوترو       | اعلان‌نشده                         | ۳ آوریل ۲۰۱۶      | ۱۴٫۱۹                              |

## منتقدین

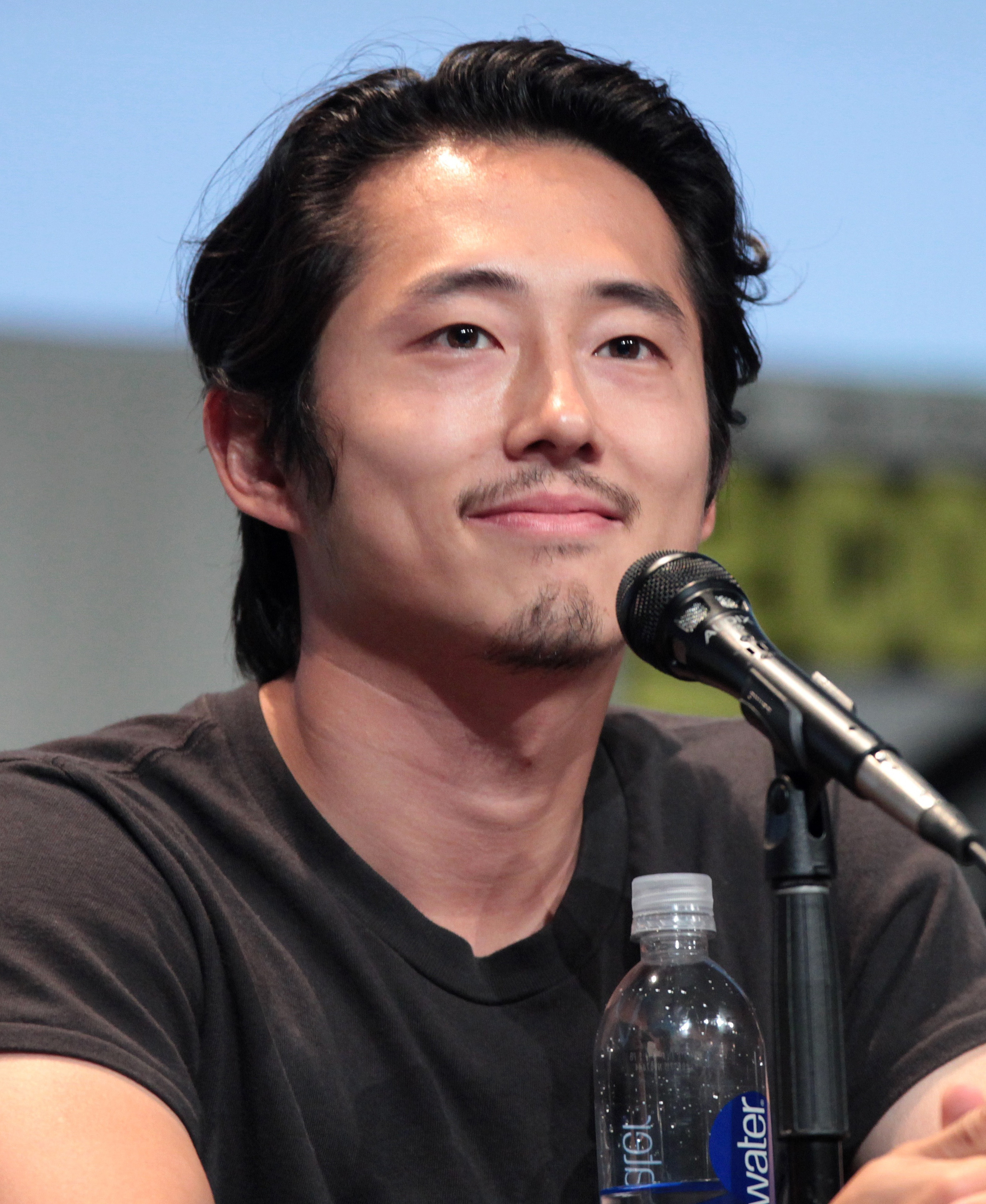
خط داستانی حول محور استیو یئون، در نقش گلن محل انتقادات بسیاری بود.

فصل ششم سریال در مجموع نقدهای مثبتی را از سوی منتقدین خود دریافت کرده. در متاکریتیک امتیاز ۷۹ از ۱۰۰ را به خود اختصاص داده و بر پایه دیدگاه ده منتقد «اثری مطلوب منتقدین» لقب گرفته‌است. راتن تمیتوز بر پایه ده نقد و با امتیازی ۷۶ درصدی و میانگین وزنی ۷٫۳۵ از ۱۰ فصل شش سریال را رتبه‌بندی کرد. به نوشته این وب سایت علی‌رغم وجود تکه‌های کندی که کمک چندانی به پیش برد داستان نمی‌کند، فصل شش سریال همچنان تلاش می‌کند تا به بهترین فرم خود برسد. مت فولر از آی‌جی‌ان به کل سریال امتیاز ۶٫۸ از ۱۰ را اعطا کرد. وی به‌طور خلاصه در خصوص این فصل گفت «فصل ششم سریال دارای لحظاتی بسیار تاثیر گذار است، در عین حالی که به زیر بهمنی از حقه‌ها مدفون می‌شود.» وی قسمت حاوی فلش بک مورگان «اینجا اینجا نیست» و قوس شخصیتی کارول و رشته قسمتهای مهیج در نیمه دوم فصل را ستود. مهم‌ترین انتقادات وی نیز متوجه مرگ جهلی گلن و سایر حقه‌های کم ارزش سریال و همین‌طور تصمیمات احمقانه شخصیت‌های داستان بود. مرگ جهلی گلن در قسمت سوم سریال محل مناقشات بسیاری بود. هالیوود ریپورتر بشدت از صحنه فوق انتقاد کرد. دنیل فاینبرگ دراینباره می‌گوید: «من نمی‌دانم مرگ او چگونه می‌خواهد روی کل گروه تاثیر بگذارد. اگر گلن مرده باشد، فقدانش بیشتر توسط مگی احساس خواهد شد. اما مگی همین چند قسمت قبل خواهرش را از دست داد، پس هرچقدر هم که متقاعد کننده ضجه بزند تفاوت چندانی ایجاد نخواهد شد. برای من، واکینگ دد هرگونه مرکزیتی از رابطه انسانی را از دست داده‌است، بنابراین گلن چه بمیرد چه زنده بماند احساسی تصنعی ایجاد خواهد کرد.» هالیوود ریپورت در اینباره می‌گوید وقتی کاشف عمل آمد که گلن زنده است سریال اعتبار خود را از دست داد.
در حالی که نیمه اول فصل انتقادات سنگینی را به همراه داشت، بسیاری از قسمت‌های نیمه دوم مورد تحسین منتقدان قرار گرفتند.